# Cheslie Kryst
Cheslie Corrinne Kryst (/krɪst/ KREEST; 28 tháng 4 năm 1991 – 30 tháng 1 năm 2022) là phóng viên truyền hình, người mẫu và Hoa hậu người Mỹ đã đăng quang Hoa hậu Mỹ 2019. Kryst cũng là luật sư và phóng viên của chương trình truyền hình Extra từ tháng 10 năm 2019 cho đến khi cô qua đời. Với công việc của cô trong Extra, cô đã được đề cử cho hai giải thưởng Daytime Emmy.

## Đầu đời và giáo dục
Cheslie Corrinne Kryst sinh ngày 28 tháng 4 năm 1991, tại Jackson, Michigan, với mẹ là Người Mỹ gốc Phi và cha là Người Mỹ gốc Ba Lan. Cô có bốn anh trai và một em gái. Mẹ cô, April Simpkins, đã tham gia cuộc thi sắc đẹp và đăng quang Mrs. North Carolina US khi Kryst còn nhỏ. Gia đình chuyển từ Michigan đến Charlotte, Bắc Carolina, khi Kryst còn trẻ và sau đó định cư ở Rock Hill, Nam Carolina, nơi Kryst theo học Trường trung học Northwestern. Sau đó, gia đình chuyển đến Fort Mill, Nam Carolina, Kryst chuyển đến Trường Trung học Fort Mill và tốt nghiệp năm 2009; cả hai thành phố đều là vùng ngoại ô trong khu đô thị Charlotte.
Sau khi tốt nghiệp trung học, Kryst chuyển đến Columbia, Nam Carolina và theo học tại trường Cao đẳng Honors tại Đại học Nam Carolina. Cô đã tốt nghiệp cum laude từ Trường Kinh doanh Darla Moore với bằng tiếp thị và quản lý nhân sự vào năm 2013. Cô cũng là thành viên của hiệp hội danh dự Alpha Lambda Delta, đội điền kinh nữ Gamecocks và phiên tòa giả định.
Sau khi hoàn thành chương trình đại học, Kryst đăng ký vào Trường Đại học Luật Wake Forest ở Winston-Salem, Bắc Carolina, tốt nghiệp với bằng Tiến sĩ Luật và Thạc sĩ Quản trị Kinh doanh năm 2017.

## Sự nghiệp pháp luật
Sau khi tốt nghiệp, Kryst được cấp phép hành nghề luật ở cả Bắc Carolina và Nam Carolina, đồng thời bắt đầu làm luật sư trong vụ kiện dân sự tại Poyner Spruill LLP. Cô cũng làm việc pro bono không chỉ cho những khách hàng là tội phạm ma túy cấp độ thấp mà còn với Brittany K. Barnett của Dự án Buried Alive, để giải thoát một khách hàng bị kết án tù chung thân. Cô là người sáng lập blog thời trang White Collar Glam, chuyên giúp phụ nữ ăn mặc chuyên nghiệp trong công việc cổ cồn trắng.

## Cuộc thi sắc đẹp
Kryst lần đầu tiên tham gia các cuộc thi khi còn là một thiếu niên, giành chiến thắng tại  Hoa khôi Sinh viên năm nhất tại Trường trung học Northwestern ở Rock Hill, Nam Carolina, và sau đó là Hoa khôi trường trung học Fort Mill ở Fort Mill, Nam Carolina. Sau vài năm nghỉ thi đấu, Kryst đã hai lần cố gắng giành được danh hiệu Hoa hậu Bắc Carolina của Tổ chức Miss America, lọt vào top 10 lần thi đầu tiên và á hậu trong lần thi thứ hai.

### Hoa hậu Bắc Carolina Hoa Kỳ 2019
Năm 2016, Kryst tham dự Hoa hậu Bắc Carolina Hoa Kỳ 2017 và đạt vị trí Á hậu 4 sau Katie Coble. Cô trở lại vào năm sau và lọt vào top 10, trước khi trở lại Hoa hậu Bắc Carolina Hoa Kỳ 2019, nơi cô giành được danh hiệu, đại diện cho Metrolina. Cô được trao vương miện bởi Kaaviya Sambasivam, Hoa hậu Thiếu niên Bắc Carolina Hoa Kỳ 2018.

### Hoa hậu Mỹ 2019
Với tư cách là Hoa Hậu Bắc Carolina Hoa Kỳ, Kryst đại diện cho Bắc Carolina tại Hoa hậu Mỹ 2019, tại Grand Sierra Resort ở Reno, Nevada. Cô đã giành chiến thắng trong cuộc thi và trở thành người phụ nữ thứ ba từ Bắc Carolina giành được danh hiệu này, sau Chelsea Cooley và Kristen Dalton, những người đã đăng quang Hoa hậu Mỹ 2005 và Hoa hậu Mỹ 2009 tương ứng. Ở tuổi 28, cô đã phá kỷ lục trước đó của người phụ nữ lớn tuổi nhất đăng quang Hoa hậu Mỹ. Sau khi đăng quang Hoa hậu Mỹ, Kryst đã trao vương miện cho Laura Little làm người kế vị danh hiệu Hoa hậu Bắc Carolina Hoa Kỳ. Với tư cách là Hoa hậu Mỹ, Kryst đã xin nghỉ phép một năm để hoàn thành sứ mệnh tham gia cuộc thi sắc đẹp của mình.

### Hoa hậu Hoàn vũ 2019
Cô đại diện cho Hoa Kỳ tại Hoa hậu Hoàn vũ 2019 và lọt vào top 10 vào ngày 8 tháng 12 năm 2019. Trang phục văn hóa dân tộc của cô được lấy cảm hứng từ bốn biểu tượng của phụ nữ Mỹ: Người thợ đinh tán Rosie, Tượng Nữ thần Tự do, Maya Angelou và Quý cô Công lý. Đương nhiệm của Kryst dự kiến kết thúc vào mùa xuân năm 2020, nhưng do Đại dịch COVID-19, cô đã trở thành người giữ danh hiệu Hoa hậu Mỹ trị vì lâu nhất vào ngày 5 tháng 6 năm 2020, vượt qua kỷ lục trước đó của Nia Sanchez là 399 ngày. Đương nhiệm của cô kết thúc với tổng cộng 557 ngày vào ngày 9 tháng 11 năm 2020 và cô đã trao vương miện cho Asya Branch của Mississippi với tư cách là người kế vị tại Hoa hậu Mỹ 2020.

## Dẫn chương trình
Vào tháng 10 năm 2019, Kryst trở thành phóng viên của Thành phố New York cho chương trình truyền hình Extra. Cô đã phỏng vấn nam diễn viên Terrence Howard và thông báo rằng anh sẽ giải nghệ sau phần cuối cùng của loạt phim truyền hình Empire.
Năm 2020, Kryst được đề cử cho Giải thưởng Daytime Emmy cho Chương trình tin tức giải trí xuất sắc với tư cách là phóng viên của Extra. Cô tiếp tục được đề cử cho giải thưởng tương tự vào năm 2021.

## Qua đời
Vào ngày 30 tháng 1 năm 2022, Kryst qua đời do nhảy lầu tự tử từ tòa nhà The Orion, một tòa nhà chung cư 60 tầng ở Midtown Manhattan, nơi cô sống và được nhìn thấy lần cuối ở tầng 29. Vào ngày 31 tháng 1, nhân viên điều tra phán quyết cái chết của cô là tự sát. Mẹ của Kryst, April Simpkins đã đưa ra một tuyên bố, rằng Kryst đã bị "Rối loạn trầm cảm".  Cái chết của cô đã khiến rất nhiều người chìm trong đau thương, bao gồm cả những người bạn học cũ và các giáo sư tại Trường Luật Đại học Wake Forest, những người đã tưởng nhớ đến trí thông minh, sự ấm áp và sự phục vụ của cô. Giáo sư hợp đồng cũ của cô và trưởng khoa, Suzanne Reynolds nói: "Kryst luôn đề cập đến khía cạnh con người trong các trường hợp mà chúng tôi đã nghiên cứu, một món quà đã dẫn cô ấy sau khi tốt nghiệp vào công việc pro bono về những vụ án tử hình, tôi đau buồn cùng với gia đình thân yêu của cô ấy, các bạn cùng lớp và hàng nghìn người mà cô ấy đã tiếp xúc, đặc biệt là nỗi đau mà cô ấy phải chịu đựng trước khi chúng tôi mất đi cô ấy."